# Jisr az-Zarqa
Jisr az-Zarqa (in arabo جسر الزرقاء‎? letteralmente "il ponte blu", in ebraico גִ'סְּר א-זַּרְקָא‎?, spesso abbreviata in Jisr) è una città araba israeliana nella parte settentrionale della pianura costiera mediterranea. Situata a nord di Caesarea all'interno del distretto di Haifa, ha ottenuto lo status di consiglio locale nel 1963. Secondo l'Ufficio centrale israeliano di statistica, la città aveva una popolazione di 13 689 abitanti nel 2014, viventi su 1.500 dunum (1,5 km²) di terra costiera. L'80% dei residenti sembra vivere al di sotto della soglia di povertà. Il nome Jisr az-Zarqa è un riferimento al Nahal Taninim, un torrente che è noto in arabo come "valle blu" (Wadi az-Zarka).
Jisr az-Zarqa è l'unica città a maggioranza araba in Israele situata sulla costa del mar Mediterraneo.